# Niedergrenzebach
Niedergrenzebach ist nach der Einwohnerzahl der drittgrößte Stadtteil von Schwalmstadt im nordhessischen Schwalm-Eder-Kreis.

## Geographie

### Geographische Lage
Niedergrenzebach liegt am Nordhang eines Ausläufers des Knüllgebirges an der Öffnung des Grenzebachtales in der Schwalmniederung am Unterlauf des Schwalm-Zuflusses Grenzebach. Dies ist der Übergangsbereich des Westausläufer des Knüllgebirges in die Landschaft Schwalm. Am südwestlichen Ortsrand führt im Verlauf der alten Köln-Leipziger Messestraße die Bundesstraße 454 vorbei.

### Geologie
Am Ortsausgang Richtung Schönborn ist das Tal des Grenzebachs schluchtartig ausgebildet; dies ist auf die Durchquerung eines tertiären Lavastroms zurückzuführen, der vom Kessel, östlich von Niedergrenzebach, Richtung Nordwesten geflossen ist.

## Geschichte

### Ortsgeschichte
Der Ort Grenzebach wurde im Jahr 1015 erstmals urkundlich erwähnt. Eine Unterscheidung zwischen Nieder- und Ober-Grenzebach erfolgte erst im 14. Jahrhundert. Um 1238 übertrugen die Herren von Uttershausen dem Kloster Haina zwei Hufen in Grenzebach unter Vorbehalt zur lebenslangen Nutzung. 1254 übertrugen sie die Hälfte und 1257 die andere Hälfte ihres Allods dem Kloster Haina. 1266 übertrug Graf Ludwig II. von Ziegenhain ein Viertel des Zehnten zu Grenzebach, das sein Burgmann Bruno von Heimbach zu Lehen hielt, dem Kloster Haina; 1269 erfolgte eine Bestätigung dieses Legats durch die Grafen. Das Kloster Haina übertrug 1279 einem Ludwig genannt Waltvogel die ehemaligen Güter derer von Uttershausen in Grenzebach. 1293 bestätigte König Adolf dem Kloster Haina seine Besitzungen, Rechte und Freiheiten, unter anderem auch hinsichtlich des Zehnten zu Grenzebach. Gleiches bestätigte König Heinrich VII. im Jahre 1309, darunter auch den Zehnten zu Nieder-Grenzebach. Weitere Besitzbestätigungen erfolgten bis 1354 auch durch die Erzbischöfe von Mainz. Graf Gottfried VII. von Ziegenhain erwarb vor 1372 durch Schenkung einen halben Gutshof in Nieder-Grenzebach durch die Gebrüder von Linden; 1378 war dieser Besitz an den ziegenhainischen Ministerialen Fritz Stock verpfändet. Ab 1380 beanspruchten die Grafen von Ziegenhain ebenso wie das Kloster Haina den Rottzehnten zu Niedergrenzebach; gegen Zahlung einer nicht näher benannten Summe Geldes nahm Haina diesen in Pfand. In den Jahren 1383 und 1391 war das Gut des Ziegenhainer Burgmanns Mengoz von Radenhausen zu Nieder-Grenzebach an die ziegenhainische Burgmannenfamilie Biszigel verpfändet. 1415 verkaufte Agnes von Radenhausen, Tochter des Mengoz, dieses Gut an die Grafen von Ziegenhain. Die Gebrüder Kurt und Heinrich von Römershausen tauschten im Jahre 1420 ihr Gut mit den Ziegenhainer Grafen. 1501 wurde dem Kloster Haina der Besitz des halben Zehnten zu Nieder-Grenzebach bestätigt. Hingegen wurden gräflich-ziegenhainische Rechte, die der Frühmesser des Apostelaltars in Ziegenhain aufgrund einer alten Urkunde der Grafen geltend machte, in diesem Zusammenhang abgewiesen. Um 1585 war der Feldzehnte zur Hälfte landgräflich-hessisches Mannlehen der Herren Rau von Holzhausen, zur anderen Hälfte landgräflicher (ehemaliger Hainaer) Besitz.
Im Dreißigjährigen Krieg wurde das Dorf am 14. November 1640, am Tage vor dem Gefecht am Riebelsdorfer Berg, ebenso wie Steina, Leimbach, Loshausen, Ransbach, Zella und Salmshausen, von kaiserlichen Truppen des Generals Hans Rudolf von Breda vollständig niedergebrannt. Danach erholte sich der Ort nur sehr langsam von dieser Zerstörung.
Hessische Gebietsreform (1970–1977)
Im Zuge der Gebietsreform in Hessen fusionierten zum 31. Dezember 1970 die beiden Städte Treysa und Ziegenhain mit den umliegenden bis dahin selbständigen Gemeinden Ascherode, Florshain, Frankenhain, Niedergrenzebach, Rommershausen und Trutzhain auf freiwilliger Basis zur neuen Stadt Schwalmstadt. Dadurch wurde Niedergrenzebach ein Stadtteil von Schwalmstadt. Für alle ehemals eigenständigen Städte und Gemeinden wurde je ein Ortsbezirk mit Ortsbeirat und Ortsvorsteher nach der Hessischen Gemeindeordnung gebildet.

### Verwaltungsgeschichte im Überblick
Die folgende Liste zeigt die Staaten und Verwaltungseinheiten, denen Niedergrenzebach angehört(e):
- vor 1450: Heiliges Römisches Reich, Grafschaft Ziegenhain
- ab 1450: Heiliges Römisches Reich, Landgrafschaft Hessen, Amt Ziegenhain
- ab 1567: Heiliges Römisches Reich, Landgrafschaft Hessen-Kassel, Amt Ziegenhain[11]
- 1623–1626: Heiliges Römisches Reich, Landgrafschaft Hessen-Darmstadt (Pfandschaft), Amt Ziegenhain
- ab 1806: Landgrafschaft Hessen-Kassel,[Anm. 2] Amt Ziegenhain
- 1807–1813: Königreich Westphalen,[Anm. 3] Departement der Werra, Distrikt Hersfeld, Kanton Ziegenhain
- ab 1814: Kurfürstentum Hessen,[Anm. 4] Amt Ziegenhain[12]
- ab 1821/22: Kurfürstentum Hessen, Provinz Oberhessen,  Kreis Ziegenhain[13][Anm. 5]
- ab 1848: Kurfürstentum Hessen, Bezirk Fritzlar
- ab 1851: Kurfürstentum Hessen, Provinz Oberhessen, Kreis Ziegenhain
- ab 1867: Königreich Preußen,[Anm. 6] Provinz Hessen-Nassau, Regierungsbezirk Kassel, Kreis Ziegenhain
- ab 1871: Deutsches Reich, Königreich Preußen, Provinz Hessen-Nassau, Regierungsbezirk Kassel, Kreis Ziegenhain
- ab 1918: Deutsches Reich, Freistaat Preußen, Provinz Hessen-Nassau, Regierungsbezirk Kassel, Kreis Ziegenhain
- ab 1944: Deutsches Reich, Freistaat Preußen, Provinz Kurhessen, Landkreis Ziegenhain
- ab 1945: Deutsches Reich, Amerikanische Besatzungszone,[Anm. 7] Groß-Hessen, Regierungsbezirk Kassel, Landkreis Ziegenhain
- ab 1946: Deutsches Reich, Amerikanische Besatzungszone, Hessen, Regierungsbezirk Kassel, Landkreis Ziegenhain
- ab 1949: Bundesrepublik Deutschland, Hessen, Regierungsbezirk Kassel, Landkreis Ziegenhain
- ab 1971: Bundesrepublik Deutschland, Hessen, Regierungsbezirk Kassel, Landkreis Ziegenhain, Stadt Schwalmstadt
- ab 1974: Bundesrepublik Deutschland, Hessen, Regierungsbezirk Kassel, Schwalm-Eder-Kreis, Stadt Schwalmstadt

### Wirtschaftliche Entwicklung
Um 1585 wird in Niedergrenzebach eine Dorfmühle genannt. Die von dem zu einem Mühlenteich aufgestauten Grenzebach getriebene oberschlächtige Wassermühle verfügte 1747 über einen Mahlgang.
Durch die Umstellung in der Landwirtschaft auf das ertragreichere Fruchtwechselsystem erlebte der Ort, wie viele Dörfer in der Schwalm, gegen Ende des 18. Jahrhunderts einen neuen wirtschaftlichen Aufschwung. Mit seinen reichen Bauernhöfen, stattlichen Fachwerkbauten und dem frei fließenden Bachlauf zählt Niedergrenzebach heute zu den schönsten Dörfern der Schwalm und bildet mit ca. 1.100 Einwohnern den drittgrößten Stadtteil Schwalmstadts nach Treysa und Ziegenhain.

## Bevölkerung

### Einwohnerstruktur 2011
Nach den Erhebungen des Zensus 2011 lebten am Stichtag, dem 9. Mai 2011, in Niedergrenzebach 1008 Einwohner. Darunter waren 9 (0,9 %) Ausländer. Nach dem Lebensalter waren 150 Einwohner unter 18 Jahren, 399 zwischen 18 und 49, 237 zwischen 50 und 64 und 222 Einwohner waren älter. Die Einwohner lebten in 453 Haushalten. Davon waren 123 Singlehaushalte, 165 Paare ohne Kinder und 129 Paare mit Kindern, sowie 30 Alleinerziehende und 6 Wohngemeinschaften. In 105 Haushalten lebten ausschließlich Senioren und in 297 Haushaltungen lebten keine Senioren.

### Einwohnerentwicklung
| Quelle: Historisches Ortslexikon |                                 |
| • 1502:                          | 23 Männer.                      |
| • 1585:                          | 52 Hausgesesse                  |
| • 1639:                          | 27 Männer, 8 Witwen             |
| • 1747:                          | 42 Feuerstellen, 186 Einwohner. |

| Niedergrenzebach: Einwohnerzahlen von 1834 bis 2024 | Niedergrenzebach: Einwohnerzahlen von 1834 bis 2024 | Niedergrenzebach: Einwohnerzahlen von 1834 bis 2024 | Niedergrenzebach: Einwohnerzahlen von 1834 bis 2024 | Niedergrenzebach: Einwohnerzahlen von 1834 bis 2024 |
| --- | --------------------------------------------------- | --------------------------------------------------- | --------------------------------------------------- | --------------------------------------------------- |
| Jahr |                                                     |                                                     |                                                     | Einwohner                                           |
| 1834 | 1834                                                |                                                     | 426                                                 | 426                                                 |
| 1840 | 1840                                                |                                                     | 434                                                 | 434                                                 |
| 1846 | 1846                                                |                                                     | 446                                                 | 446                                                 |
| 1852 | 1852                                                |                                                     | 451                                                 | 451                                                 |
| 1858 | 1858                                                |                                                     | 444                                                 | 444                                                 |
| 1864 | 1864                                                |                                                     | 446                                                 | 446                                                 |
| 1871 | 1871                                                |                                                     | 461                                                 | 461                                                 |
| 1875 | 1875                                                |                                                     | 460                                                 | 460                                                 |
| 1885 | 1885                                                |                                                     | 473                                                 | 473                                                 |
| 1895 | 1895                                                |                                                     | 508                                                 | 508                                                 |
| 1905 | 1905                                                |                                                     | 530                                                 | 530                                                 |
| 1910 | 1910                                                |                                                     | 552                                                 | 552                                                 |
| 1925 | 1925                                                |                                                     | 632                                                 | 632                                                 |
| 1939 | 1939                                                |                                                     | 732                                                 | 732                                                 |
| 1946 | 1946                                                |                                                     | 1.094                                               | 1.094                                               |
| 1950 | 1950                                                |                                                     | 1.051                                               | 1.051                                               |
| 1956 | 1956                                                |                                                     | 995                                                 | 995                                                 |
| 1961 | 1961                                                |                                                     | 969                                                 | 969                                                 |
| 1967 | 1967                                                |                                                     | 1.090                                               | 1.090                                               |
| 1980 | 1980                                                |                                                     | ?                                                   | ?                                                   |
| 1990 | 1990                                                |                                                     | ?                                                   | ?                                                   |
| 2000 | 2000                                                |                                                     | ?                                                   | ?                                                   |
| 2011 | 2011                                                |                                                     | 1.008                                               | 1.008                                               |
| 2016 | 2016                                                |                                                     | 1.024                                               | 1.024                                               |
| 2021 | 2021                                                |                                                     | 1.012                                               | 1.012                                               |
| 2024 | 2024                                                |                                                     | 971                                                 | 971                                                 |
| Datenquelle: Historisches Gemeindeverzeichnis für Hessen: Die Bevölkerung der Gemeinden 1834 bis 1967. Wiesbaden: Hessisches Statistisches Landesamt, 1968. Weitere Quellen: LAGIS; Stadt Schwalmstadt; Zensus 2011 |                                                     |                                                     |                                                     |                                                     |

### Historische Erwerbstätigkeit
| Quelle: Historisches Ortslexikon | |
| • 1747:                          | ein Müller, acht Leineweber, ein Wagner, zwei Schmiede, drei Schneider, ein Wirt, vierzehn Tage- und Tagelöhnerinnen und zwei Lohnschäfer.                        |
| • 1838:                          | Familien: 27 Ackerbau, 12 Gewerbe, 34 Tagelöhner. |
| • 1961:                          | Erwerbspersonen: 133 Personen in der Land- und Forstwirtschaft, 184 im produzierenden Gewerbe, 62 im Handel und Verkehr und 57 Personen im Dienstleistungsbereich |

### Historische Religionszugehörigkeit
| Quelle: Historisches Ortslexikon |                                                                   |
| • 1861:                          | 456 evangelisch-reformierte Einwohner                             |
| • 1885:                          | 473 evangelische (=100 %) Einwohner                               |
| • 1961:                          | 915 evangelische (= 94,43 %), 49 katholische (= 6,06 %) Einwohner |

## Politik
Für Niedergrenzebach besteht ein Ortsbezirk (Gebiete der ehemaligen Gemeinde Niedergrenzebach) mit Ortsbeirat und Ortsvorsteher nach der Hessischen Gemeindeordnung.
Der Ortsbeirat besteht aus sieben Mitgliedern. Bei den Kommunalwahlen in Hessen 2021 betrug die Wahlbeteiligung zum Ortsbeirat 67,73 %. Es erhielten die SPD mit 68,45 % der Stimmen fünf Sitze und die „Freien Wähler“ mit 31,55 % zwei Sitze. Der Ortsbeirat wählte Axel Wenzel (SPD) zum Ortsvorsteher.

## Kultur und Sehenswürdigkeiten
Für die unter Denkmalschutz stehenden Kulturdenkmäler des Ortes siehe die Liste der Kulturdenkmäler in Niedergrenzebach.

### Ortsbild
Mit den zahlreichen großen Bauernhöfen und stattlichen Fachwerkbauten zählt Niedergrenzebach zu einem der schönsten Dörfer in der Landschaft Schwalm. Östlich der Kirche befindet sich der älteste Teil des Dorfes.
Die 1747 erbaute Kirche befindet sich am Rande eines Plateaus über der Bachniederung. Der ummauerte Kirchhof deutet auf eine Wehrkirche hin. Östlich davon befindet sich der in klein geteilter Struktur älteste Teil des Dorfes. Der Ort zeichnet sich besonders durch verschiedene Besitzungen der Grafen von Ziegenhain aus. Gegen Ende des Dreißigjährigen Krieges brannte der Ort 1640 vollständig ab und erholte sich nur langsam von den Zerstörungen.

### Kirche

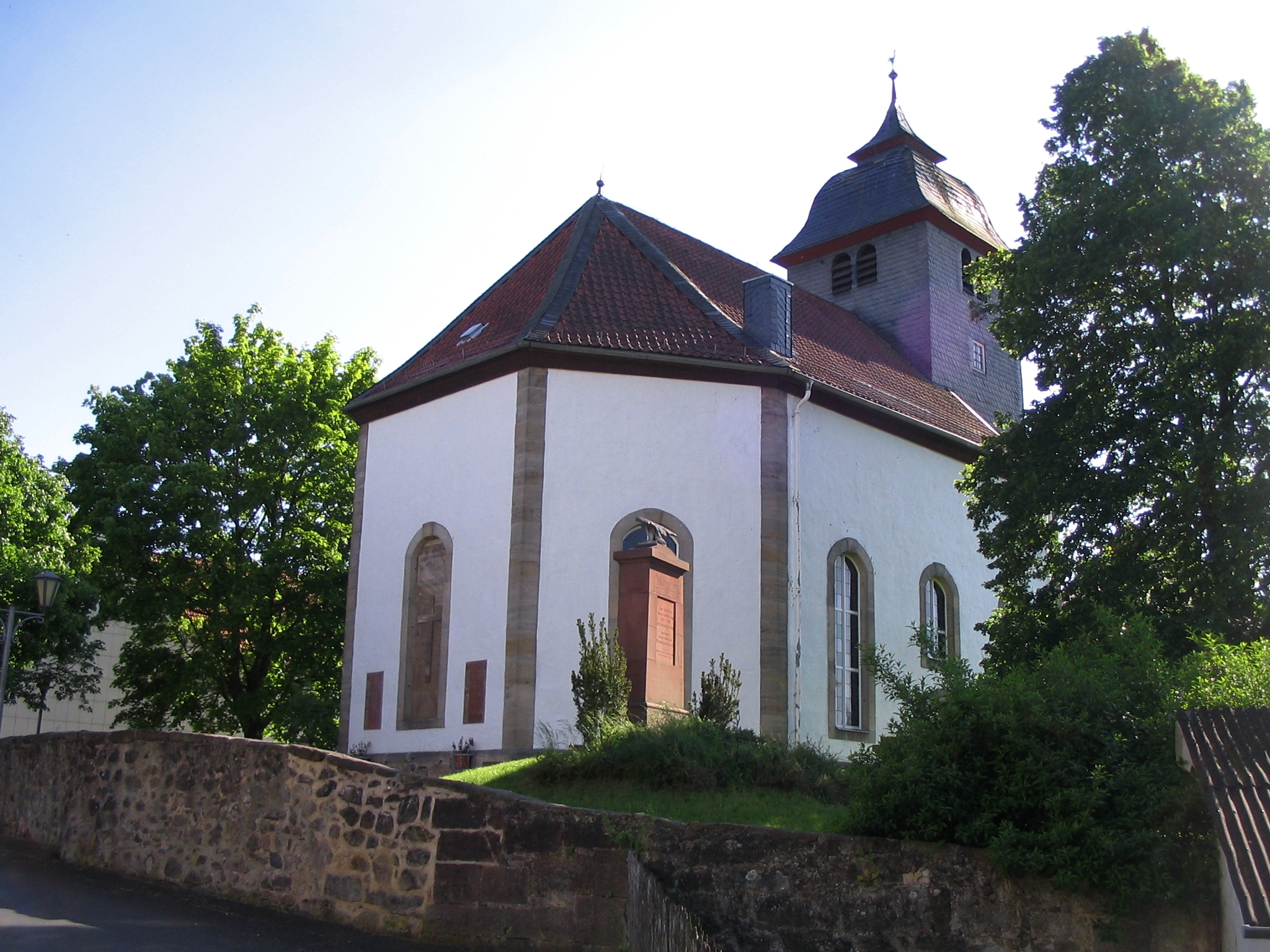
Kirche

Eine zur Ehre Gottes und seiner lieben Mutter geweihte Vorgängerkirche wurde 1460 erwähnt. Der erste evangelische Pfarrer versah sein Amt von ca. 1535 bis 1555.
Die Grundsteinlegung der heutigen, von Giovanni Ghezzi entworfenen Kirche, am Rand eines Plateaus über der Bachniederung, erfolgte am 6. Mai 1743. Die Einweihung fand am zweiten Advent, dem 8. Dezember 1743, statt. Der ummauerte Kirchhof deutet darauf hin, dass es sich um eine Wehrkirche handelte.

### Jüdischer Friedhof
Der jüdische Friedhof in Niedergrenzebach wurde von der Jüdischen Gemeinde Ziegenhain und bis 1850 auch von der Jüdischen Gemeinde Treysa belegt. Er befindet sich auf einer Anhöhe nördlich des Ortes und ist über die Fortsetzung des Kottenbergwegs erreichbar(50° 55′ 9,4″ N, 9° 15′ 10,1″ O). Die Friedhofsfläche umfasst 58,37 ar. Die letzten Beisetzungen fanden in den Jahren 1946/47 statt; dies belegen die vorhandenen Grabsteine (Mazewa). Der Friedhof wurde während der NS-Zeit weitgehend zerstört und in den ersten Nachkriegsjahren bis auf wenige erhaltene Grabsteine abgetragen.
Anmerkung: Den Schlüssel zum Friedhof bekommt man an der Pforte des Kreiskrankenhauses in Ziegenhain (Stand: September 2008).